# Athy
Athy (irisch Baile Átha Í) ist eine Stadt im County Kildare in der Republik Irland mit 10.850 Einwohnern (Stand 2022). Sie liegt am Schnittpunkt des River Barrow mit dem Grand Canal.

## Geschichte
Die Stadt entwickelte sich aus einer anglo-normannischen Siedlung des 12. Jahrhunderts zu einem wichtigen militärischen Außenposten des „Pale“, der englischen Besitzungen in Irland. Die erste Ratsverfassung entstand im 16. Jahrhundert. Das Rathaus wurde im frühen 18. Jahrhundert erbaut. Der Bau des Grand Canal 1791 und der Eisenbahnanschluss 1846 zeigen die Bedeutung der Stadt in der Vergangenheit.
Im Antikriegslied „Johnny I Hardly Knew Ye“ wird die Stadt zum Heimatort eines Soldaten.

## Sehenswürdigkeiten
- White’s Castle (Caisleán an Fhaoitigh), Burg aus dem 15. Jahrhundert im Stadtzentrum
- Motte von Ardscull

## Städtepartnerschaft
Partnergemeinde von Athy ist Grandvilliers im französischen Département Oise.

## In Athy geboren
- James Quinn (1819–1881), römisch-katholischer Bischof von Brisbane
- Der Polarforscher Ernest Shackleton (1874–1922) wurde unweit von Athy auf dem Anwesen Kilkea House geboren.
- Patrick Dooley (1910–1982), Politiker
- Eric Donovan (* 1985), Boxer

## Nachweise
1. 1 2  Census 2022. citypopulation.de, abgerufen am 23. Dezember 2022.
2. ↑  Kildare Twinning, abgerufen am 16. Oktober 2016